# Oversea-Chinese Banking

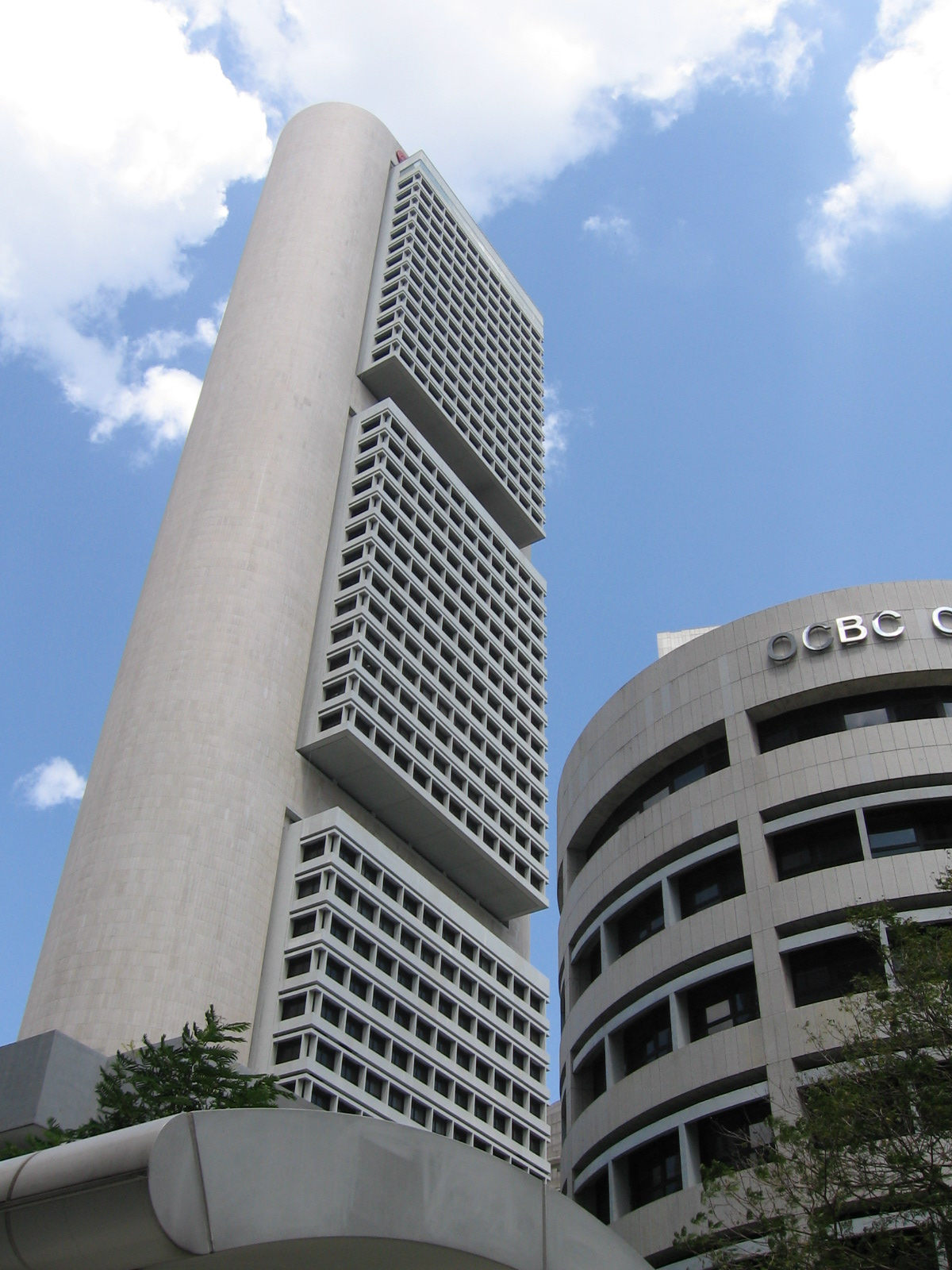
Le OCBC Centre à Singapour

Oversea-Chinese Banking (OCBC) est une banque basée à Singapour.

## Histoire
En avril 2014, OCBC annonce l'acquisition de Wing Hang Bank, une banque familiale hong-kongaise, 6e banque de la ville, pour environ 5 milliards de dollars.
Dans un contexte post Brexit, la banque cherche à déplacer son activité londonienne vers la zone euro probablement au Luxembourg. Si ce projet se réalise, alors OCBC sera la première banque singapourienne à s’installer sur le territoire luxembourgeois.